# مراد اوماخانوف
مراد اوماخانوف (به روسی: Мура́д Умаха́нов؛ زادهٔ ۳ ژانویهٔ ۱۹۷۷) کشتی‌گیر پیشین اهل روسیه در دسته‌های ۵۸ و ۶۳ کیلوگرم کشتی آزاد است. او برندهٔ مدال طلای المپیک ۲۰۰۰ سیدنی و قهرمان مسابقات قهرمانی کشتی اروپا در سال ۲۰۰۰ است.
اوماخانوف در دستهٔ ۶۳ کیلوگرم المپیک ۲۰۰۰ سیدنی با پیروزی بر مدعیان قهرمانی و بزرگان این دسته، از جمله البروس تدیف اوکراینی، جانگ جائه-سونگ کره‌ای و سرافیم بارزاکوف بلغارستانی مدال طلای این مسابقات را کسب کرد.